# American Staffordshire Terrier
American Staffordshire Terrierul (sau amstafful) este o rasă de câini de talie medie, cu păr scurt și neted, care își are originile în Statele Unite ale Americii. La începutul secolului XX amstafful a devenit simbolul virtuții americane și în 1936 rasa a fost recunoscută de Asociația Chinologică Americană (AKC).

## Istoria rasei

### Origini
Deși strămoșii acestei rase provin din Anglia, dezvoltarea American Staffordshire Terrierului este povestea unei rase cu adevărat americane. Amstafful a avut un rol deosebit de important în succesul fermierilor și coloniștilor americani care au construit această țară. 

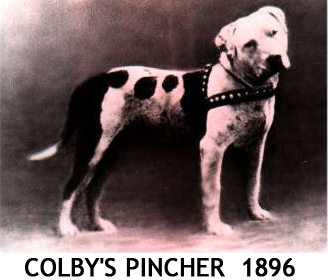
Colby's Pincher era considerat cel mai bun gladiator a tuturor timpurilor"

Câinele acelor vremuri era folosit la diverse munci cum ar fi: paza și supravegherea gospodăriilor, câini de companie și pe post de dădacă. Alții au fost folosiți pe post de gladiatori care luptau în arene împotriva altor câini.
Până în prima parte a secolului al XIX-lea Bulldogul a fost crescut în Anglia în scopul luptelor cu tauri, numite și bull-baiting. În 1835 Parlamentul Britanic a adoptat Legea Protecției Animalelor ce a dus la interzicerea acestor "sporturi" crude. Crescătorii care apreciau aceste sporturi sângeroase și-au îndreptat atenția spre luptele între câini, deoarece erau mai ușor de ascuns de ochii autoritaților. Pentru acest "sport" Bulldogul s-a dovedit a fi prea lent. Crescătorii au găsit combinația perfectă îmbinând forța și tenacitatea bulldogului cu agilitatea, spiritul și agresivitatea terrierului. Se crede că Bulldogul a fost încrucișat cu White English Terrierul sau Black and Tan Terrierul pentru a obține un câine cu caracteristici superioare de luptător, Fox Terrierul fiind și el un posibil candidat. Date concrete nu ne stau la dispoziție pentru a determina care dintre cele trei rase de terrieri erau folosite, dar este cert că dintre încrucișarea bulldogului și terrierului a rezultat câinele numit la acea vreme Bull-and-Terrier, Half and Half, Pit Dog sau Pit Bull Terrier. Mai târziu, în Anglia, s-a acceptat denumirea oficială de Staffordshire Bull Terrier. Acești câini și-au găsit drumul spre America în jurul anilor a 1870 unde i-au numit Pit Dog, American Bull Terrier, Yankee Terrier iar mai târziu American Pit Bull Terrier și American Staffordshire Terrier.

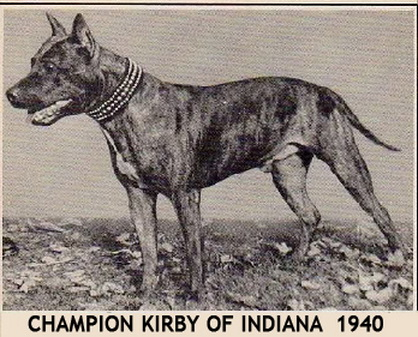
Unul dintre primii câștigători ai titlului AKC Ch.

### Popularitate
American Staffordshire Terrierul și-a atins apogeul popularității la începutul secolului XX; Petey din serialul de succes “The Little Rascals” era un Amstaff iar rasa a întruchipat animalul de companie ideal, un simbol American.
In 1936 Asociația Chinologică Americană (American Kennel Club) a recunoscut acești câini sub numele de Staffordshire Terrier. Numele rasei s-a schimbat în 1972 în American Staffordshire Terrier pentru a o distinge de ruda sa din Anglia, Staffordshire Bull Terrier-ul care este mai scund și mai ușor. Deși strămoșii Amstaffului erau gladiatori, datorită selecției stricte începând cu anii 1930, Amstaff-ul contemporan s-a îndepărtat de această funcție devenind un câine de companie și de expoziție. 
Popularitatea rasei în Statele Unite ale Americii a început să scadă după cel de-al II-lea Război Mondial în favoarea altor rase. În 2008 în preferințele americanilor, Amstaff-ul ocupa locul 95 dintre 155 rase de câini.

## Caracteristicile rasei

### Aspect general
American Staffordshire Terrier-ul raportat la dimensiunile sale, trebuie să dea impresia de mare putere; este un câine bine construit, musculos, agil și grațios, în permanență atent și plin de viață. Corpul trebuie să-i fie scurt și compact, nu înalt pe picioare sau cu contururi alungite. Curajul său este proverbial.

### Standard
American Staffordshire Terrierul este o rasă de talie medie cu o înălțime de 46–48 cm până la greabăn pentru masculi și 43–46 cm pentru femele. Greutatea variază între 18 și 28 de kilograme.
- Cap: De lungime medie, adâncit înspre corp, craniul lat, mușchii obrajilor foarte pronunțați. Urechi - pot fi cupate sau necupate, dar se preferă cele necupate. Urechile necupate trebuie să fie scurte si purtate "în petală de trandafir" sau semierecte. Se penalizează urechile complet căzute. Ochi - închiși la culoare și rotunzi plasați destul de jos pe craniu, bine depărtați și înfundați în orbite. Pleoapele nu au voie să fie roz. Bot - de lungime medie, rotunjit în partea sa superioară și coborând abrupt sub ochi. Buze - strânse și netede. Maxilare bine definite cu mare forță de muscatură. Dinții din față se îmbină perfect. Nas neapărat negru.

- Gât: puternic și musculos de lungime medie, ușor arcuit, subțiindu-se de la umeri către ceafă. Fără surplus de piele.

- Umeri: Puternici și bine muscularizași cu omoplați lați și oblici.

- Spate Îndeajuns de scurt. Greabănul coboară ușor spre crupă, formând o pantă scurtă până la baza cozii. Șalele ușor ridicate.

- Corp: Coastele sunt bine arcuite, adunate; cutie toracică destul de lungă, adâncă pe toată lungimea. Picioarele din față sunt depărtate pentru a permite dezvoltarea pieptului care este adânc și larg.

- Coada: scurtă în comparație cu talia câinelui, prinsă jos, se ascute de la bază spre vârf; nu este curbată sau purtată pe spate. Nu se taie.

- Picioare: Membrele anterioare - trebuie să fie drepte, cu osatură puternică și rotundă. Metacarpul este vertical fără nici cel mai mic semn de curbură. Membrele posterioare - foarte bine muscularizate. Jareții sunt verticali, fără deviații, nici în interior, nici spre exterior. Labele sunt de dimensiuni medii, bine strânse și compacte.

- Blana: Scurtă și netedă, cu fir drept, aspru și lucios.

- Culoare: Toate culorile sunt admise. Nu se vor încuraja exemplarele cu mai mult de 80 % alb, cele black and tan și nici cele de culoarea ficatului.

- Talie și greutate: talia trebuie să fie corect proporțională cu greutatea. Înălțimea la greabăn este de 46–48 cm la masculi și 43–46 cm la femele.

- Defecte: Trufa pătată, ochii de culoare deschisă, pleoapele pătate, coada prea lungă sau purtată necorespunzător, prognatism superior sau inferior.[8]

## Personalitate, comportament, training
Acești câini sunt curajoși, tenace și prietenoși. Extrem de loiali și afectuoși, sunt capabili de orice pentru a-i face plăcere stăpânului.
- Nevoie de exerciți: necesară, fiind o rasă energică necesită exerciții zilnice de minim 1-2 ore.

- Personalitatea: are un comportament prietenos cu persoanele pe care le cunoaște și le acceptă. Toleranța lor la durere îi face excelenți companioni pentru copii alături de care sunt afectuoși și loiali. Poate fi agresiv cu câini de același sex. De asemenea poate avea tendințe agresive față de animalele mai mici.Amstaff în timpul dresajului

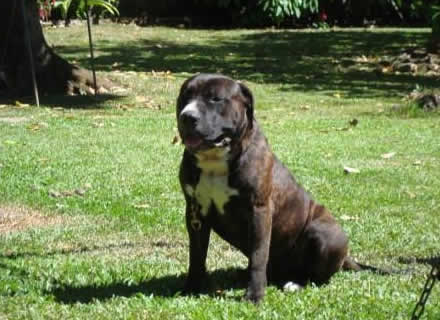
Amstaff în timpul dresajului

Dresaj: trebuie inițiat de la o vârstă cât mai fragedă. Acesta îi va ajuta să ia decizii corecte în situații dificile.
- Căminul ideal: Amstafful are nevoie de un stăpân care este dispus să-și petreacă mult timp cu el. Comunicarea și încrederea reciprocă sunt elemente foarte importante în creșterea unui Amstaff.[9]

- Temperament: Societatea Americană de Testarea Temperamentului (The American Temperament Test Society) evaluează mii de câini anual, din rase diferite, ca să determine nivelul de socializare a acestora. În acest clasament American Staffordshire Terrierul se situează în fața multor alte rase mai populare cum ar fi Beagle-ul, Collie, Doberman Pinscher și Cockerul Spaniol obținând un scor de 83.9%.[10]

## Boli și afecțiuni
Cățeii Amstaff nu se despart de mamă înainte de a împlinii vârsta de 8-10 săptămâni. Cu grijă corespunzătoare speranța medie de viață a Amstaffului este de 10-15 ani. Deși este o rasă rezistentă, unii câini pot fi predispuși la anumite afecțiuni cum ar fi:

### Afecțiuni ereditare

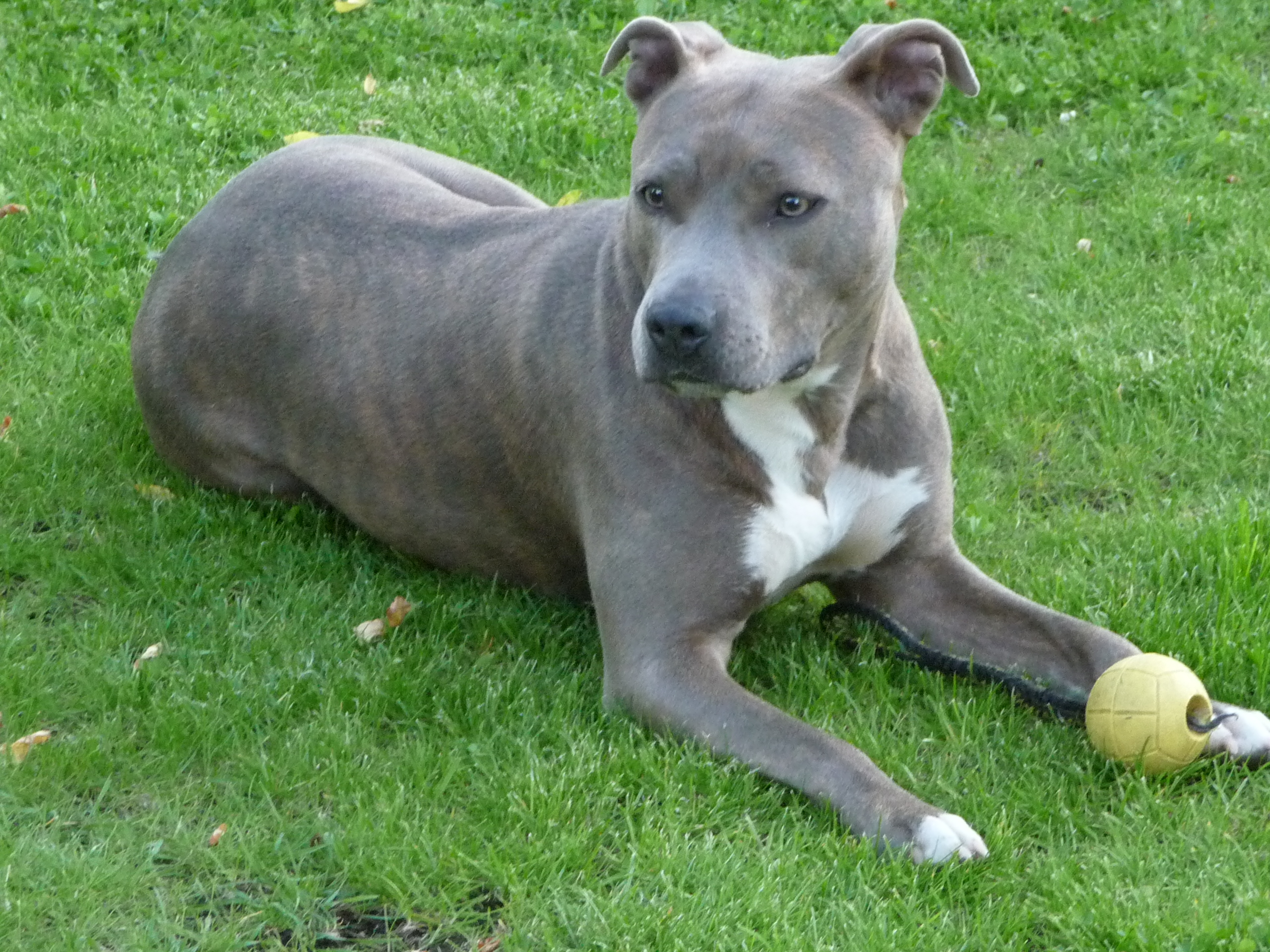
American Staffordshire Terrierul este o rasă excelentă ca companioni pentru copii

- Rasa poate suferi de afecțiuni congenitale ale inimii. OFA (Orthopedic Foundation for Animals) îi poziționează pe locul 11 dintre 321 rase de câini cu un procentaj 1.6% anormal (afectați) și 95.1% normal (sănătoși).

- Amstafful poate fi predispus la displazia de șold, dar în mult mai mică măsură decât alte rase. OFA i-a classat pe locul 21 cu un procentaj de 26.0% anormal și 71.7% normal.

- Displazia de cot este rar întâlnită la această rasă. OFA îi situează pe locul 12 cu un procentaj de 17.8% anormal și 81.4% normal.

- Există un risc minim de afecțiuni ale genunchilor. Patela luxată este exemplul cel mai comun din această categorie, Amstafful fiind clasat de OFA pe poziția 72 cu procentajul de 1.3% anormal și 98.7% normal.

- Disfuncția glandei tiroide este o afecțiune ereditară, relativ rară, Amstafful fiind situat de OFA pe locul 19 cu un procentaj de 8.0% anormal și 80.0% normal.[11]

- Pe lângă afecțiunile enumerate anterior, mai există și alte afecțiuni cu o frecvență redusă, cum ar fi Ataxia și cataracta ereditară.[12]

- Ataxia este o boală care împiedică sau îngreunează coordonarea grupelor musculare. În procesul mișcării voluntare apar reacții imprecise, ezitări, determinate în general de leziuni produse la nivelul cerebelului sau măduvei spinării. Orice parte a corpului poate fi afectată. Cel mai adesea ataxia este un semnal pentru o boală aflată în evoluție primară și nu o boală în sine. Simptome: mers nesigur, împiedicat, mișcări încete ale ochilor, dificultăți la înghițire. Există și formă de ataxie persistentă, dacă s-au produs leziuni profunde pe cerebel (ca rezultat al unei boli, o traumă cerebrală, accident vascular cerebral, tumori etc.). Diagnosticarea se face prin examen neurologic. În mod normal, în absența unor cauze corelate cu alte afecțiuni sau traume evidente, ataxia poate să dispară complet cu trecerea timpului.

- Cataracta reprezintă modificarea totală sau parțială a proprietății de transparență a cristalinului, cu evoluție progresivă și însoțită de diminuarea vederii. Pentru un câine de rasă Amstaff adult cu vârsta înaintată (8-10 ani), culoarea albastră-cenușie a ochilor trădează, de cele mai multe ori, instalarea bolii.

### Alte afecțiuni
Amstafful uneori poate fi afectat de alergii ale pielii, infecții urinare și boli autoimune. Spondiloza și Osteoartrita sunt des întâlnite la câinii mai bătrâni.

## Legislație

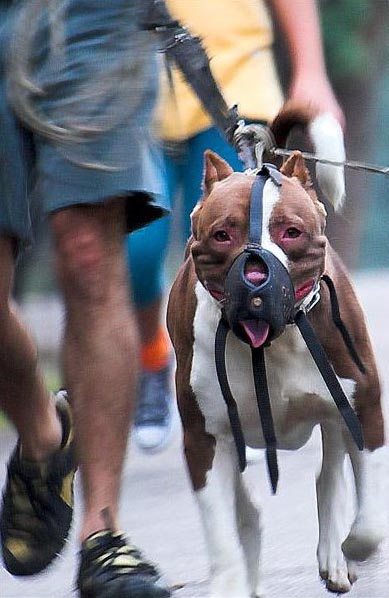
Câine cu botniță

Fiind membru al familiei Bull și Terrier, deținerea Amstaffului poate fi restricționată în diferite părți ale lumii. Aceste regulamente variază, de la restricționarea deținerii rasei (trebuie să poarte botniță pe spațiul public) până la interzicerea completă a rasei.
În România deținerea rasei este restricționată de "Ordonanța privind regimul de deținere al câinilor periculoși sau agresivi" din 2002. Amstafful intră la Articolul I lit. b). Conform acestei legi, deținătorii acestor câini trebuie să aibă vârsta minimă de 18 ani. Accesul câinilor pe spațiile publice și pe căile de acces către acestea este permis numai dacă aceștia poartă botniță și sunt ținuți în zgardă și lesă. Câinii se înregistrează la secția de poliție în raza căreia este domiciliat proprietarul.
Majoritatea organizațiilor de profil, se opun ferm legislațiilor care au ca scop restricționarea unei anumite rase de câini:
- Asociația Medicală a Veterinarilor Americani susține o legislație care restricționează câinii periculoși cu condiția ca legea să NU se refere la o întreagă rasă.

- Asociația Medicală a Veterinarilor Canadieni  susține o legislație care restricționează câinii periculoși dacă aceasta NU se referă (discriminează) la o întreagă rasă.

- Centrul Pentru Controlul și Prevenirea Accidentelor  este de părere că restricționarea anumitor rase nu previne accidentele provocate de câini, deoarece în aceste atacuri erau implicate mai multe rase. Ei cred că trebuie crescută responsabilitatea proprietarilor de câini. Toți câinii care au provocat victime erau nedresați.

- Asociația Americană Pentru Prevenția Cruzimii asupra Animalelor (ASPCA) se opune ferm unei legislații care are ca scop interzicerea sau restricționarea unei anumite rase de câini. ASPCA consideră această măsură prea simplă și ineficientă în fața unei probleme multilaterale. Organizația susține penalizarea proprietarilor și nu restricționarea sau pedepsirea câinilor.[15]

## American Staffordshire Terriers celebri

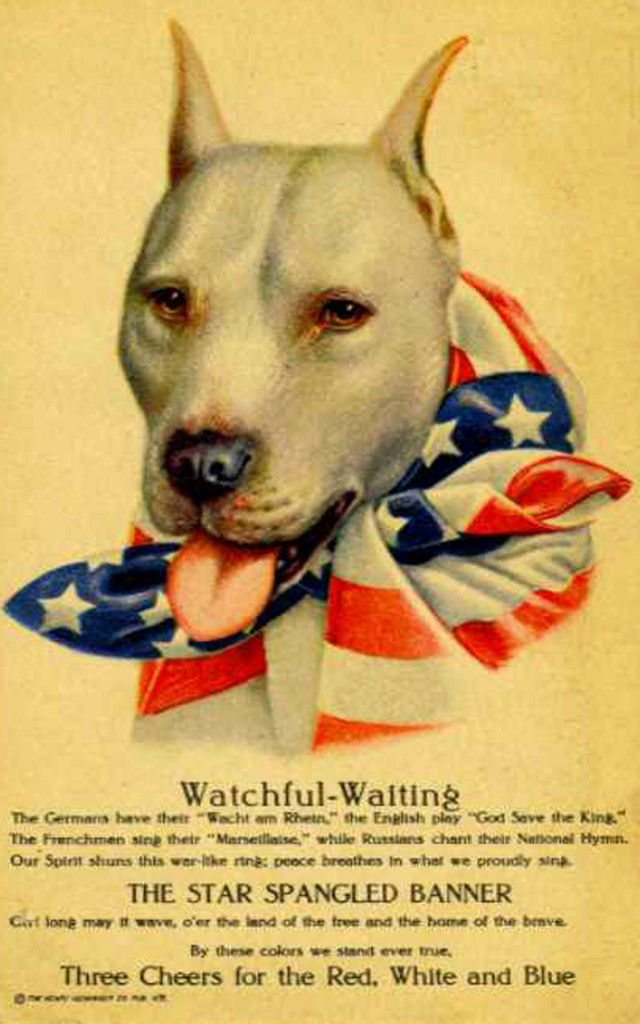
Afiș din 1914, Amstaff simbolizând militarii americani

- Pete the Pup din serialul de succes „The Little Rascals” (anii 1920-1930) era unul dintre primii Amstaffi înregistrați la AKC.[16]
- Sergentul Stubby a murit la 16 martie 1926, ca un erou. Sergentul Stubby era cel mai decorat câine din istoria militară și singurul câine promovat în timpul războiului. El a luat parte la luptele duse în tranșeele din Franța în timpul Primului Război Mondial. Stubby i-a avertizat pe colegii săi de atacurile cu gaz, atacurile artileriei, a găsit soldații răniți și a capturat un spion german în Aragonne. Sergentul Stubby a fost prezentat președinților Woodrow Wilson, Calvin Coolidge și Warren G. Harding. Mai mult, Stubby a fost făcut membru al Legiunii Americane și al Crucii Roșii.
- Jack Brutus a fost un alt câine militar. El era mascota oficială a Infanteriei Voluntare din Connecticut, Compania K.
- „Bud” a fost un Amstaff care și-a însoțit stăpânul în prima tentativă de a traversa Statele Unite cu un mijloc de transport cu motor. Bud și Horatio Nelson Jackson au reușit traversarea Statelor Unite în 1903.
- Amstafful era ilustrat pe posterele americane din timpul Războaielor Mondiale, personificând virtutea și curajul american.
- Este singura rasă care a apărut de trei ori pe coperta revistei Life Magazine.[17]